# Фторид-хлорид-дибромид кремния
Фторид-хлорид-дибромид кремния — неорганическое соединение,
фтор-, хлор- и бромпроизводное моносилана с формулой SiBr2ClF,
бесцветная жидкость,
реагирует с водой.

## Получение
- Добавление трифторида сурьмы к хлорид-трибромиду кремния с последующим разделением смеси галогенидов фракционной перегонкой.

## Физические свойства
Фторид-хлорид-дибромид кремния образует бесцветную жидкость,
реагирует с водой.